# Hvězdy u piana
Hvězdy u piana je zábavná hudební soutěž na TV Prima z roku 2007, v níž dva týmy s pianisty a se známými osobnostmi luští tajenku a soutěží ve znalosti písní. Koho napadne více hudebních hitů, zazpívá je a vyluští více tajenek, vyhrává. Jde o českou verzi irské licenční show The Lyrics Board, která se vysílala celkem v 16 zemích světa od roku 1992. Moderátorkou pořadu byla Helena Vondráčková a soutěžní týmy vedli pianisté Daniel Barták a Petr Vondráček.